# Ruy Bueno Neto
Ruy Bueno Neto, detto Ruy Cabeção (Belo Horizonte, 11 aprile 1978), è un ex calciatore brasiliano, di ruolo difensore.

## Caratteristiche tecniche
Gioca come terzino destro, ma aveva iniziato come centrocampista e da quel ruolo ha tratto la sua propensione offensiva.

## Carriera

### Club
Cresciuto nell'América-MG, vinse il Campionato Mineiro 2001, risultato che gli diede la possibilità di giocare per club più importanti come Cruzeiro e Guarani e Botafogo.
Aiutò il club di Rio de Janeiro ad evitare la retrocessione nel Campeonato Brasileiro Série A; nel 2006 vinse il Campionato Carioca. Nel 2007, Ruy si svincolò da Botafogo per ottenere un contratto con il DC United, squadra della Major League Soccer statunitense, ma la transazione non fu portata a termine e il giocatore si trasferì al Figueirense. Per tutto il 2007 giocò da titolare per il club di Florianópolis. Nel 2008 non rinnovò il contratto e passò al Náutico. A metà dicembre, Ruy si trasferì al Grêmio.
La prima partita ufficiale con il Grêmio fu contro l'Inter de Santa Maria, il 21 gennaio 2009.

## Palmarès

### Competizioni statali
- Campionato Mineiro: 1

América-MG: 2001
- Supercampeonato Mineiro: 1

Cruzeiro: 2002
- Taça Guanabara: 2

Botafogo: 2006
- Campionato Carioca: 1

Botafogo: 2006